# تشارلز إس. فارنزورث
تشارلز إس. فارنزورث (بالإنجليزية: Charles S. Farnsworth)‏ هو ضابط أمريكي، ولد في 29 أكتوبر 1862 في مقاطعة ليكومينغ في الولايات المتحدة، وتوفي في 19 ديسمبر 1955 في نوركو في الولايات المتحدة.